# Ha-Eda ha-charedit
Ha-Eda ha-charedit (hebr. העדה החרדית, „wspólnota tych, którzy boją się Boga”) – szeroka grupa ortodoksyjnych (chasydzkich i aszkenazyjskich) wspólnot żydowskich, które wywodzą się z żydów zamieszkałych w Ziemi Świętej przed osadnictwem syjonistów. Charakteryzuje je silny antysyjonizm oraz ścisłe przestrzeganie prawa religijnego, nieuczestniczenie w strukturach państwa, np. szkolnictwie. Ha-Eda ha-charedit posiada własne szkolnictwo, synagogi, mykwy, certyfikaty koszerności, system sądowniczy. Z Ha-Eda ha-charedit utożsamiają się liczne dwory chasydzkie, m.in. Satmar, Duszinski, Toldos Aharon, Toldos Awrohom Jicchok, Spinka, zaś inni ortodoksyjni żydzi (chasydzi) uważają Ha-Eda ha-charedit za niebezpieczną sektę.
Kobiety należące do Ha-Eda ha-charedit mają bardzo fundamentalistyczne nastawienie do przepisów Prawa: noszą stroje odsłaniające jedynie oczy, aranżują śluby między swoimi dziećmi, rodzą w domu, nie posyłają dzieci do szkół, uprawiają seks z mężami jedynie kilka razy w roku.

## Przewodniczący Ha-Eda ha-charedit

### rabini przewodniczący Ha-Eda ha-charedit
1. 1919-1932: rabin Josef Chajim Sonnenfeld (1849-1932)
2. wielki rabin Josef Cewi Duszinski (1865-1949)
3. rabin Zelig Reuwen Bengis (1864-1953)
4. wielki rabin Joel Teitelbaum (1887-1979)
5. 1979-1989: rabin Jicchok Jaakow Weiss (1901-1989)
6. 1989-1996: rabin Mosze Arje Freund (1904-1996)
7. 1996-2002: rabin Jisroel Mosze Duszinski (1921-2003)
8. od 2002: rabin Jicchok Tuwja Weiss

### przewodniczący Ha-Eda ha-charedit
1. rabin Joel Teitelbaum (1887-1979)
2. rabin Moshe Teitelbaum (1914-2006)
3. rabin Dowid Sołowiejczik (1921-2021)